# Kloster Himmerod

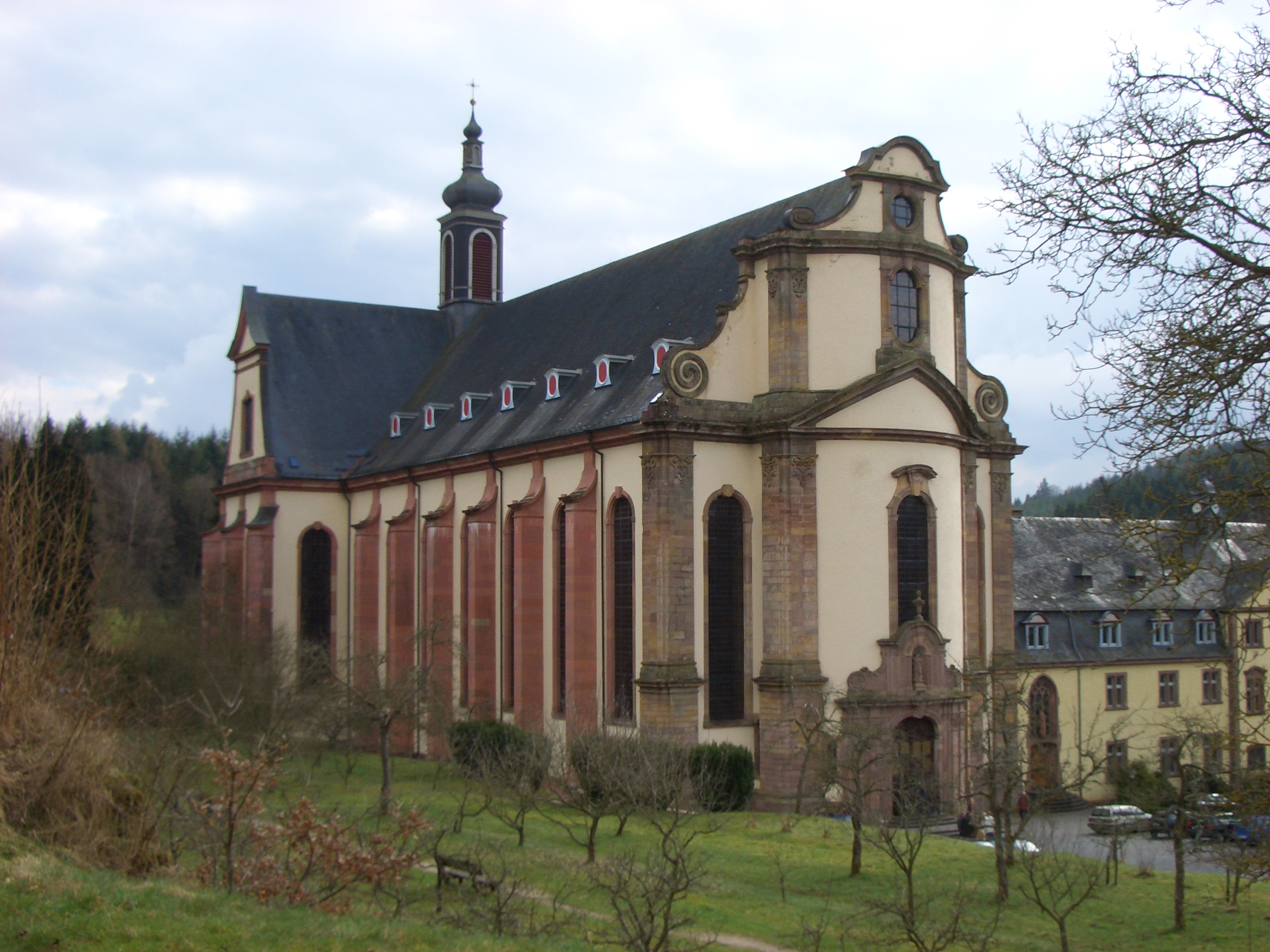
Abteikirche (1952) und Klostergebäude

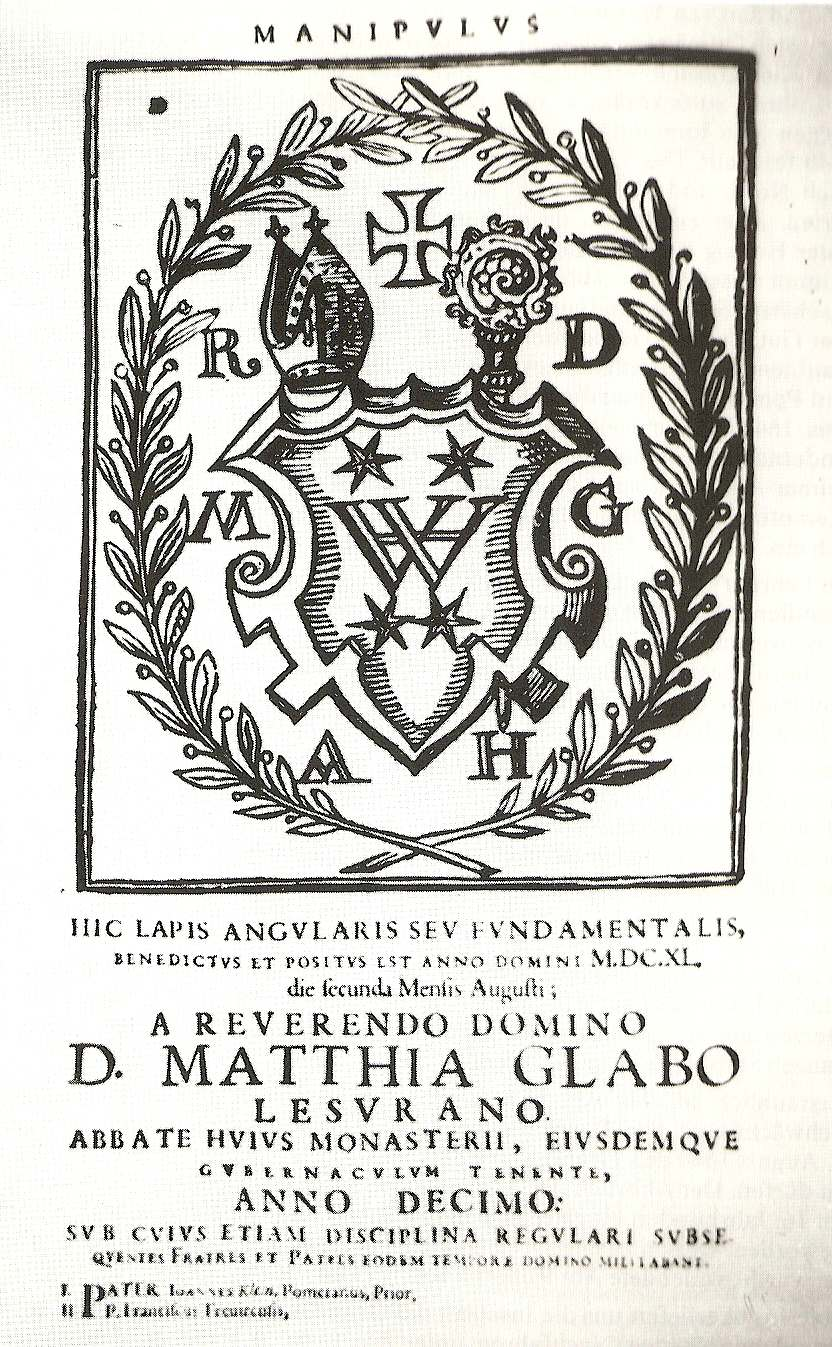
Gründungsurkunde für den Klosterneubau unter Abt Matthias Glabus 1640 mit seinem Wappen und den Pontifikalien

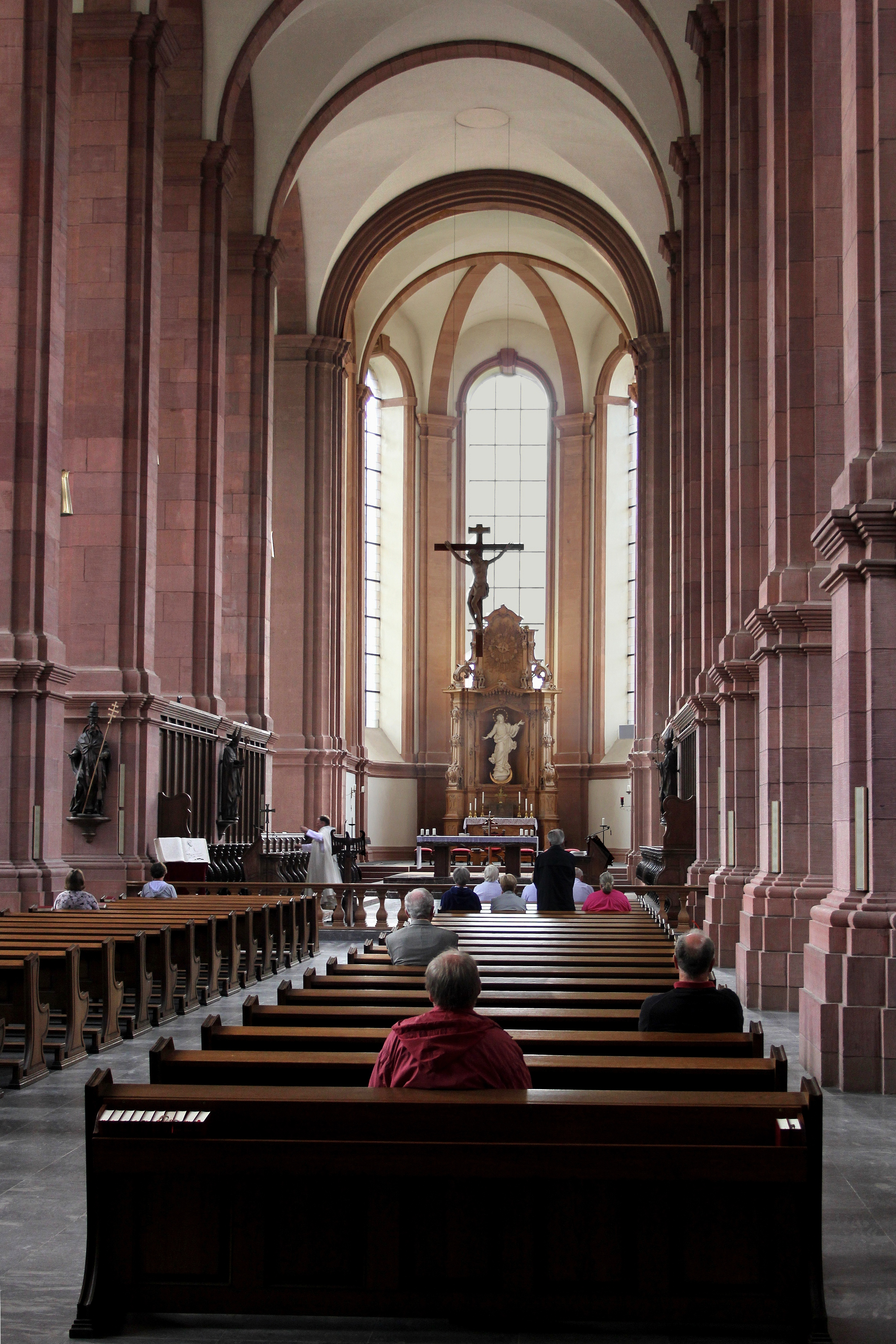
Innenraum der Abteikirche

Kloster Himmerod (lateinisch Abbatia Claustri B.M.V.; in Eifeler Mundart Hammerd) ist eine ehemalige, 1134/1135 von Bernhard von Clairvaux gegründete, 1802 aufgehobene und 1922 wiederbesiedelte Zisterzienserabtei in der Eifel. Sie liegt zwischen Eisenschmitt und Großlittgen (Landkreis Bernkastel-Wittlich) im Tal der Salm.
Nach dem Zweiten Weltkrieg erlangte die Abtei 1950 allgemeine Bekanntheit durch die Himmeroder Denkschrift, die der Grundstein zur Wiederbewaffnung der Bundesrepublik war.
Die Abtei Himmerod gehörte zur Mehrerauer Kongregation, die im Oktober 2017 die Auflösung des Klosters beschloss.

## Geschichte

### Himmerod
Himmerod gehört zur Gemeinde Großlittgen in der Verbandsgemeinde Wittlich-Land. Außerhalb des Klosters befinden sich heute noch der Gasthof Graf-Zils in Privatbesitz, ein Laden in der Nähe der Himmeroder Fischteiche und einige Wohnhäuser.

### Klostergeschichte
Im Jahr 1131 setzte sich Albero von Montreuil nach seiner Berufung zum Erzbischof von Trier bei Bernhard von Clairvaux für die Gründung eines Zisterzienserklosters auf trierischem Gebiet ein. Daraufhin entsandte Bernhard 1134 von Clairvaux aus einen Gründerkonvent unter dem Abt Randulf. Der Konvent ließ sich bei Winterbach an der Kyll (Eifel) nieder. Bei einem Besuch im Jahr 1135 entschied Bernhard die Umsiedlung nach Himmerod im Salmtal. Hochwässer der Kyll sollen dabei eine Rolle gespielt haben. Himmerod war das 14. Zisterzienserkloster und das erste deutsche Kloster, das von Bernhard von Clairvaux gegründet wurde. Als Baumeister für die Klosteranlage entsandte Bernhard den Mönch Achard nach Himmerod.
1178 weihte Erzbischof Arnold von Trier die romanische Klosterkirche. 1179 starb der 1699 seliggesprochene Priestermönch David von Himmerod, der letzte Überlebende des Gründungskonvents. Kloster Himmerod selbst besiedelte zwischen 1153 und 1156 die Abtei Châtillon im Bistum Verdun in der heutigen Gemeinde Pillon im Departement Meuse, eine Tochtergründung des Klosters Trois-Fontaines, und gründete als eigenes Tochterkloster 1189 die Abtei Heisterbach.
Bis zum Beginn des 15. Jahrhunderts hatten die Grafen von Sponheim ihre Grablege im Kloster; die Grabsteine, unter anderem der der Gräfin Loretta, waren noch im 18. Jahrhundert vorhanden.
1224 bestimmte der Abt des Mutterklosters Clairvaux, dass die Anzahl der Mönche nicht mehr als 60 und die der Laienbrüder nicht mehr als 200 betragen durfte. Kloster Himmerod besaß inzwischen einen großen Grundbesitz, den es teilweise verpachtete.
1519 erfuhr das Kloster eine erneute Aufwertung, als Papst Leo X. den Äbten von Kloster Himmerod die Pontifikalien, also die bischöflichen Insignien wie Mitra und Krummstab verlieh. In den Jahren 1621 bis 1630 wurde die romanische Klosterkirche restauriert. Im Dreißigjährigen Krieg hatte die Abtei schwer unter den plündernden Soldaten zu leiden. 1641 legte der Abt Matthias Glabus aus Lieser trotz des andauernden Krieges den Grundstein für einen Klosterneubau, der 1688 unter Abt Robert Bootz vollendet wurde.
Unter Abt Leopold Kamp begann der Architekt Christian Kretzschmar 1739 mit dem Neubau einer barocken Klosterkirche im Zisterzienserstil mit Dachreiter, ohne Kirchtürme. Die Kirche wurde 1751 fertiggestellt.
Zu den Besitztümern des Klosters gehörten unter anderem der Himmeroder Hof (Rheinbach), der Himmeroder Hof (Andernach) und der Himmeroder Hof (Ürzig).
Am 26. Juli 1802 hob die französische Regierung unter Napoleon das Kloster auf. Nach der Säkularisation verfielen Kloster und Kirche. 1803 wurde das Kloster an einen Hüttenbesitzer versteigert, der das kupferne Kirchendach abbauen ließ. Dadurch wurde die Kirche zur Ruine. In der Folgezeit wechselten die Besitzer; die Gebäude wurden hauptsächlich als Steinbruch genutzt. Die Mühle und das Pförtnerhaus blieben erhalten. Von der Klosterkirche stand noch der Westgiebel, der vom Eifelmaler Fritz von Wille oft dargestellt wurde. Der letzte Besitzer, Reichsgraf Ottokar von Kesselstatt, verkaufte das Gut 1919 an deutsche Trappisten aus Mariastern in Bosnien.
1922 gründeten deutsche Zisterziensermönche aus der Abtei Marienstatt im Westerwald das Kloster neu. Von Himmerod aus wurde 1936 die Zisterzienserabtei Itaporanga bei São Paulo/Brasilien errichtet. Im Jahr 1934 konfiszierten die Nationalsozialisten das Vermögen des Himmeroder Bauvereins und verhinderten so den Wiederaufbau der seit der Säkularisation bis auf wenige Reste zerstörten Kirche. Er erfolgte unter Vitus Recke (Abt in Himmerod von 1937 bis 1959) ab 1952. Die Kirche wurde am 15. Oktober 1960 von Bischof Matthias Wehr geweiht.

### Himmeroder Denkschrift
Vom 5. bis 9. Oktober 1950 tagten in Himmerod ehemalige deutsche Wehrmachtsoffiziere, um im Auftrag der Bundesregierung um Kanzler Adenauer die deutsche Wiederbewaffnung vorzubereiten. Das Ergebnis der Tagung war die Himmeroder Denkschrift. Wegen der historischen Bedeutung Himmerods für die Geschichte Deutschlands und der Bundeswehr legten dort 550 Rekruten am 10. September 2008 ihr feierliches Gelöbnis ab.

### Gegenwart
Im Jahr 2011 lebten im Kloster Himmerod acht Mönche und zwei Postulanten. Die Abtei betrieb in der alten Mühle ein Museum mit wechselnden Kunstausstellungen, eine Buch- und Kunsthandlung, eine Gaststätte, ein Gäste- und Exerzitienhaus, eine Gärtnerei sowie eine Fischerei. Nach Verlusten von jeweils mehr als 200.000 € in den Jahren 2008 und 2009 mussten Mitarbeiter entlassen und Eigenbetriebe wie die Fischerei geschlossen werden. Im Sommer 2013 half eine Abordnung von zehn Mann des Jagdbombergeschwaders 33 bei der Sanierung einer 400 Jahre alten Stützmauer.
Die Klosterbibliothek gehörte der Arbeitsgemeinschaft Katholisch-Theologischer Bibliotheken (AKThB) an. Im September 2015 geriet das Kloster in die Schlagzeilen, als es bei einem Auktionshaus eine wertvolle Handschrift und Inkunabeln aus seiner Bibliothek versteigern lassen wollte, was von Fachleuten kritisiert wurde und auch in der Öffentlichkeit Empörung auslöste. Die Handschrift wurde daraufhin aus der Auktion zurückgezogen und wegen ihrer Bedeutung vom Landesbibliothekszentrum Rheinland-Pfalz direkt angekauft, weitere Bücher aus der Klosterbibliothek gingen bei der Versteigerung an das Landesbibliothekszentrum.
Nachdem die Anzahl der Mönche im Kloster Himmerod auf nur mehr sechs abgesunken war, beschloss die Mehrerauer Kongregation im Oktober 2017, das Kloster aufzulösen. Der Besitz fiel an das Bistum Trier. In der Öffentlichkeit löste die Nachricht über eine Auflösung Bedauern aus, angesichts des Nachwuchsmangels sei sie jedoch nachvollziehbar. Gleichzeitig wurde gefordert, das Kloster möglichst als spirituelles Zentrum zu erhalten, auch im Hinblick auf die wirtschaftliche Bedeutung der Besucher für die Region.
Mitte November 2017 waren die verbliebenen Mönche bis auf zwei in andere Klöster übergesiedelt. Der Trierer Bischof Stephan Ackermann erklärte, er wolle persönlich versuchen, eine andere Ordensgemeinschaft für das Kloster zu gewinnen. Kunst- und Buchhandlung, Klostergaststätte, Gärtnerei, Fischerei und Gästetrakt werden zunächst weiterbetrieben. Zum 1. Januar 2018 wurde der Trierer Domkapitular Reinhold Bohlen zum Rektor der Abteikirche Himmerod ernannt und zum Beauftragten für die Übergabe des Klosters an das Bistum Trier. Als letzter Mönch blieb der auch als Kursleiter und Schriftsteller bekannte Stephan Reimund Senge über den Auszug seiner Mitbrüder hinaus in Himmerod.
Im Sommer 2017 wurde die Klosterkirche durch einen Brand stark in Mitleidenschaft gezogen und am 10. Juni 2018 wiedereröffnet. Am 22. April 2020 entstand in einem der ungenutzten Räume des Klosters ein Brand, der von der Feuerwehr gelöscht werden konnte, bevor das Feuer auf weitere Räume übergriff.
Im März 2021 erklärte der Trierer Bischof, dass Himmerod zu einem Jugendzentrum für das Bistum Trier umgestaltet werden solle. Im Folgejahr hieß es hingegen, die notwendige Generalsanierung der Gebäude (mit Kosten von 25 Millionen Euro) sei „nicht mehr seriös planbar“ und das Vorhaben nicht zu verantworten.
Anschließend wurden Verhandlungen mit einem Investor geführt, der im Kloster ein Gästehaus mit gehobenem Standard etablieren wollte. Aus Kostengründen konnte aber auch dieser Plan nicht umgesetzt werden.

### Orgel

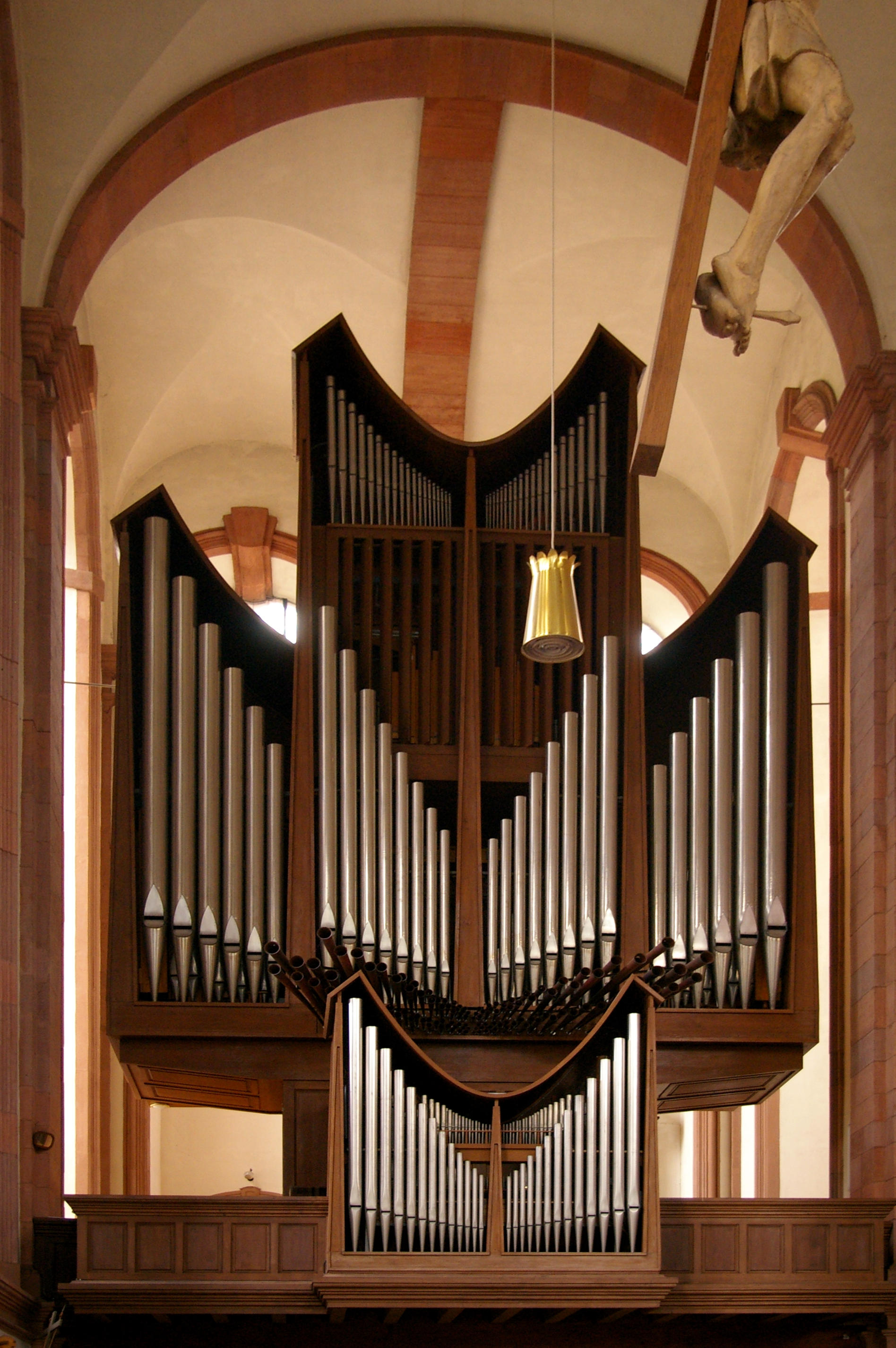
Klais-Orgel von 1962

Eine Orgel existierte bereits zur Amtszeit des Abtes Ambros Scheidt (1596–1612), der das Instrument erweitern ließ. Um 1670 wurde eine neue Orgel gebaut, 1695 kam eine kleine Orgel hinzu. Mit dem Kirchenneubau 1751 wurde eine neue große Orgel mit 39 Registern auf drei Manualen und Pedal angeschafft, die wahrscheinlich auf Balthasar König oder Roman Benedikt Nollet zurückgeht. Das Instrument wurde 1802 dem Trierer Dom überlassen und im Juni 1803 innerhalb von zwei Wochen überführt. Nach der Neugründung erhielt das Kloster 1932 eine kleine Übergangsorgel der Orgelbauwerkstatt Rohlfing.
Beim Wiederaufbau der Klosterkirche in den 1950er Jahren war zunächst eine Orgelanlage mit West- und Chororgel vorgesehen. Zugunsten der räumlichen Nähe zum Zelebrationsaltar und dem Chorgestühl der Mönche wurden diese Überlegungen jedoch verworfen und das Instrument am heutigen Standort im südlichen Querschiff aufgestellt. Berühmtheit erlangte die 1962 von der Orgelmanufaktur Klais gebaute Orgel aufgrund ihrer „zaghaft romantisierenden Klangtendenz“. Der kreuzförmige Prospekt folgt dem Werkaufbau; er ist 12,40 m hoch und 7 m breit. Zentral über dem Spieltisch befindet sich das Hauptwerk, darüber das Schwellwerk und ganz oben das Kronwerk, das die vorteilhafte Klangabstrahlung unterhalb des Gewölbes nutzt. In der Emporenbrüstung findet sich das Rückpositiv.
Im Jahr 1977 wurde das Pedal um einen Untersatz 32′ erweitert, der hinter dem Orgelgehäuse aufgestellt wurde. 2007 wurde das Instrument grundlegend überholt und um zwei Zungenregister und zwei Suboktavkoppeln erweitert. Bei einem Schwelbrand unterhalb des Aufganges zur Orgel im Juli 2017 wurde das Instrument durch starke Rußentwicklung erheblich verschmutzt und anschließend von Klais gereinigt.
Die Orgel hat heute 57 Register (zuzüglich drei Transmissionen) auf vier Manualwerken und Pedal. Die Spieltrakturen sind mechanisch, die Registertrakturen elektrisch. Die Disposition lautet:
| I Rückpositiv C–a3 |                   |       |
| 1.                 | Principal         | 08′   |
| 2.                 | Spitzgedackt      | 08′   |
| 3.                 | Octav             | 04′   |
| 4.                 | Rohrflöte         | 04′   |
| 5.                 | Quinte            | 2 ⁄3′ |
| 6.                 | Schweizerpfeife   | 02′   |
| 7.                 | Cornet IV (ab g0) | 04′   |
| 8.                 | Mixtur IV         | 1 ⁄3′ |
| 9.                 | Dulcian           | 16′   |
| 10.                | Krummhorn         | 08′   |
|                    | Tremulant         |       |

| II Hauptwerk C–a3 |                     |       |     |
| 11.               | Principal           | 16′   |     |
| 12.               | Octav               | 08′   |     |
| 13.               | Rohrgedackt         | 08′   |     |
| 14.               | Gemshorn            | 08′   |     |
| 15.               | Superoctav          | 04′   |     |
| 16.               | Blockflöte          | 04′   |     |
| 17.               | Hohlflöte           | 02′   |     |
| 18.               | Sesquialter II      | 2 ⁄3′ |     |
| 19.               | Mixtur V            | 02′   |     |
| 20.               | Cymbel II           | 01⁄4′ |     |
| 21.               | Trompeta magna      | 16′   |     |
| 22.               | Trompeta de batalla | 08′   |     |
| 23.               | Trompete            | 08′   | (n) |

| III Schwellwerk C–a3 |                   |       |
| 24.                  | Gedacktpommer     | 16′   |
| 25.                  | Holzflöte         | 08′   |
| 26.                  | Viola di Gamba    | 08′   |
| 27.                  | Schwebung (ab c0) | 08′   |
| 28.                  | Principal         | 04′   |
| 29.                  | Koppelflöte       | 04′   |
| 30.                  | Zartgeige         | 04′   |
| 31.                  | Flachflöte        | 02′   |
| 32.                  | Scharff IV        | 01′   |
| 33.                  | Noncymbel IV      | 02⁄7′ |
| 34.                  | Schalmey-Oboe     | 08′   |
| 35.                  | Clairon           | 04′   |
|                      | Tremulant         |       |

| IV Oberwerk C–a3 |                     |        |     |
| 36.              | Holzgedackt         | 08′    |     |
| 37.              | Quintadena          | 08′    |     |
| 38.              | Traversflöte        | 04′    |     |
| 39.              | Rohrnasard          | 2 ⁄3′  |     |
| 40.              | Principal           | 02′    |     |
| 41.              | Terz                | 1 3⁄5′ |     |
| 42.              | Larigot             | 1 ⁄3′  |     |
| 43.              | Octav               | 01′    |     |
| 44.              | Acuta III–IV        | 2 ⁄3′  |     |
| 45.              | Corno di Bassetto   | 08′    | (n) |
|                  | Trompete (= Nr. 23) | 08′    |     |
|                  | Tremulant           |        |     |

| Pedal C–g1 |                       |       |
| 46.        | Untersatz             | 32′   |
| 47.        | Principal             | 16′   |
| 48.        | Subbass               | 16′   |
| 49.        | Zartbass              | 16′   |
| 50.        | Oktavbass             | 08′   |
| 51.        | Rohrpommer            | 08′   |
| 52.        | Choralbass            | 04′   |
| 53.        | Quintade              | 04′   |
| 54.        | Nachthorn             | 02′   |
| 55.        | Hintersatz V          | 2 ⁄3′ |
| 56.        | Posaune               | 16′   |
| 57.        | Basstrompete          | 08′   |
|            | Trompete (= Nr. 23)   | 08′   |
|            | Trompete (aus Nr. 23) | 04′   |

- Koppeln:
  - Normalkoppeln: I/II, III/I, III/II, IV/I, IV/II, I/P, II/P, III/P, IV/P
  - Suboktavkoppeln (2006): III/II, III/III
- Spielhilfen: elektronische Setzeranlage mit 10.000 Kombinationen
- Anmerkung

(n) = 2006 hinzugefügt.
Alljährlich von Mitte Juni bis Mitte September finden im zweiwöchentlichen Rhythmus Orgelkonzerte in der Abtei statt. Es entstanden mehrere CD-Einspielungen.

## Personen

### Mit dem Kloster verbundene Personen
- Der Selige David von Himmerod, Mönch und Mystiker, 1100–1179 (Gedenktag: 11. Dezember)
- Der Selige Christian von Himmerod, † 1222 (Gedenktag 4. Februar)
- Agnes von Pyrmont, * um 1208–1276, Stifterin des Klosters Himmerod, (Grabplatte im Eingang zur Klosterkirche)
- Wilhelm Maas, 1937–2012 in, Theologe, (im Kloster beigesetzt.)

### Äbte

#### 1134 bis 1802
| Äbte | Name                           | Amtszeit                           |
| 1.   | Randulf (Rannulfus)            | 1134–1167/68                       |
| 2.   | Giselbert (Gilbert, Gillebert) | 1167/68–1185/86                    |
| 3.   | Eustachius I.                  | 1185/86–1187/88                    |
| 4.   | Hermann I.                     | 1188–ca. 1196                      |
| 5.   | Hermann II. von Marienstatt    | 1196–ca. 1198                      |
| 6.   | Eustachius II. (Justatius)     | 1198–1219                          |
| 7.   | Heinrich I.                    | 1220–1228(?)                       |
| 8.   | Heinrich II. von Bruch         | 1228(?)–1236                       |
| 9.   | Konrad                         | 1236–1256/57                       |
| 10.  | Theoderich I.                  | 1256/57–1270                       |
| 11.  | Paynus von Gelsdorf            | 1270–1276/77                       |
| 12.  | Johannes I.                    | 1277–ca. 1280                      |
| 13.  | Richard von Manderscheid       | 1280–1281/82                       |
| 14.  | Johannes II.                   | 1281/82–1284                       |
| 15.  | Hermann III. von Manderscheid  | 1284–1290                          |
| 16.  | Johannes III.                  | 1290–1310                          |
| 17.  | Heinrich III.                  | 1311–1315                          |
| 18.  | Theoderich II. von Bruch       | 1315–1317/18                       |
| 19.  | Heinrich IV. von Virneburg     | 1317/18–1326                       |
| 20.  | Johannes IV. von Malberg       | 1326                               |
| 21.  | Heinrich V. von Randeck        | 1326/27–1328                       |
| 22.  | Balduin                        | 1328–1338                          |
| 23.  | Heinrich VI.                   | 1338–1356/57                       |
| 24.  | Johannes V.                    | 1356/57–1366/67                    |
| 25.  | Walter                         | 1366/67–1371                       |
| 26.  | Matthias I.                    | 1371–1392/93                       |
| 27.  | Thilmann (Dietrich)            | 1392/93–1412                       |
| 28.  | Gobelin                        | 1412–1420                          |
| 29.  | Petrus I. Damer                | 1420–1422                          |
| 30.  | Arnold                         | 1422–1429                          |
| 31.  | Johannes VI.                   | 1429–1449                          |
| 32.  | Peter II. Hund                 | 1449–1468                          |
| 33.  | Johannes VII. Vasator          | 1468–1498                          |
| 34.  | Jakob von Hillesheim           | 1498–1510                          |
| 35.  | Wilhelm von Hillesheim         | 1511–1542 (erster infulierter Abt) |
| 36.  | Matthias II. Morsch            | 1542–1558                          |
| 37.  | Johann von Briedel             | 1558–1571                          |
| 38.  | Gregor Simonis                 | 1571–1581                          |
| 39.  | Johann IX. Roder               | 1581–1696                          |
| 40.  | Ambrosius Schneidt             | 1596–1612                          |
| 41.  | Matthias III. Nisaeus          | 1613–1631                          |
| 42.  | Matthias III. Glabus           | 1631–1647                          |
| 43.  | Friedrich Brandt               | 1647–1654                          |
| 44.  | Johann X. Post                 | 1654–1685                          |
| 45.  | Robert Bootz                   | 1685–1730                          |
| 46.  | Ferdinand Pesgen               | 1730–1731                          |
| 47.  | Leopold Camp                   | 1731–1750                          |
| 48.  | Anselm Raskop                  | 1750–1751                          |
| 49.  | Robert II. von Himmerod        | 1752–1782                          |
| 50.  | Anselm von Pidoll              | 1782–1802                          |

#### Nach der Säkularisation
| Amt                   | Name | Amtszeit                             |
| Abt                   | Karl Münz                                                                                                   | 1925–1936                            |
| Abt                   | Vitus Recke                                                                                                 | 1937–1959                            |
| Abt                   | Maurus Schmidt                                                                                              | 1959–1971                            |
| Administrator         | Ambrosius Schneider                                                                                         | 1971                                 |
| Abt                   | Ambrosius Schneider                                                                                         | 1972–1991                            |
| Abt                   | Bruno Fromme, (Priesterweihe 1964, Rücktritt am 18. Januar 2011)                                            | 1991–2011                            |
| (Prior-)Administrator | Stephan Reimund Senge                                                                                       | 18. Januar 2011 bis 10. Oktober 2011 |
| (Abt-)Administrator   | Thomas Denter                                                                                               | 10. Oktober 2011 bis Mai 2013        |
| (Prior-)Administrator | Cyrill Greiter                                                                                              | 2013 bis 28. Februar 2014            |
| (Prior-)Administrator | Johannes G. Müller                                                                                          | seit 1. März 2014                    |
| Abt                   | Johannes G. Müller, (Abt seit 1. Oktober 2014 (Wahl), Abtsbenediktion 30. November 2014, Emeritierung 2017) | 2014–2017                            |

## Sonstiges
Das Kloster besitzt einen eigenen Buchverlag (Himmerod Drucke), in dem verschiedene Autoren bisher über 50 Werke veröffentlicht haben, vor allem der Himmeroder Pater Stephan Reimund Senge. Vierteljährlich erscheint die Zeitschrift „Unsere Liebe Frau von Himmerod“, etwa zehnmal jährlich der „Himmeroder Rundbrief“ (Redaktion: Pater Stephan).
Für seinen Umstieg auf regenerative Energien erhielt das Kloster den Deutschen Solarpreis 2009 in der Kategorie „Lokale oder regionale Vereine/Gemeinschaften“.

### Sachliteratur
in der Reihenfolge des Erscheinens
- Ambrosius Schneider: Cistercienserabtei Himmerod 1138–1938. Abtei Himmerod, Himmerod 1938.
- Abt Ambrosius Schneider: Himmerod 1922–1972. Selbstverlag der Abtei Himmerod, Himmerod 1972.
- Abt Ambrosius Schneider: Skriptorium und Bibliothek der Abtei Himmerod. Ein Beitrag zur Geistesgeschichte des Eifelklosters. Zum 840. Gründungsjahr der Abtei Himmerod, 1134–1974. Himmerod-Drucke, Himmerod 1974.
- Abt Ambrosius Schneider: Die Cistercienserabtei Himmerod von der Renaissance bis zur Aufklärung 1511–1802. Wienand Verlag, Köln 1976, ISBN 3-87909-068-8.
- Abt Ambrosius Schneider: Himmerod Geschichte und Sendung. Selbstverlag Abtei Himmerod, Himmerod, 4. Auflage 1991.
- Abt Ambrosius Schneider: Abtei Himmerod. Schnell Kunstführer Nr. 1067, Verlag Schnell & Steiner GmbH, Regensburg 2001, ISBN 3-7954-4796-8.
- Hermann Josef Roth: Himmerod und Marienstatt. Möglichkeiten eines Vergleichs als methodische Anregung. In: Cistercienser-Chronik. Band 111, 2004, S. 205–214.
- Abt Bruno Fromme (Hrsg.), Franz Irsigler (Red.): Hic vere claustrum est beatae Mariae virginis. 875 Jahre Findung des Klosterortes Himmerod. Festschrift (= Quellen und Abhandlungen zur Mittelrheinischen Kirchengeschichte, Bd. 127). Gesellschaft für Mittelrheinische Kirchengeschichte, Mainz 2010, ISBN 978-3-929135-63-3.
- Christoph Wilmer: Himmerod für Eilige. Der schnellste Begleiter durch Himmerod. Himmerod-7-Verlag, Großlittgen-Himmerod 2012.
- Johannes Weingart, Karl Josef Zimmermann (Bearbeiter): Die Himmeroder Rotel (= Pfälzische Geschichtsquellen, Band 11). Stiftung zur Förderung der Pfälzischen Geschichtsforschung, Neustadt an der Weinstraße 2013, ISBN 978-3-942189-13-2.
- Jörg Ditscheid: 100 Jahre Wiederherstellung der Abtei Himmerod. 1922–2022. In: Cistercienser Chronik Band 129, 2022, S. 572–582.

### Belletristik
- Rüdiger Heins: Maria auf dem Halbmond. edition maya, 1995, ISBN 978-3-930758-01-2 (Haiku Gedichte aus Himmerod).
- Rüdiger Heins: Der Konvent. Wiesenburg Verlag, 2014, ISBN 978-3-95632-252-5 (Zisterziensermönche der Abtei Himmerod erzählen).
- Gerlinde Heep und Rüdiger Heins: Der Konvent, edition maya. 1996, ISBN 3-930758-02-4 (Ein Bildband mit Fotografien über das Mönchsleben in der Abtei Himmerod).
- Albert Pütz: Hecht in Himmerod. Erstausgabe. Pfälz. Verlagsanstalt, 1990, ISBN 3-87629-179-8 (Kritischer Roman mit surrealen Zügen über die Tagung der ehem. Wehrmachtsoffiziere 1950). Vollständig überarb. Neuauflage (Hrsg. Anne Syndram): Eifeler Literaturverlag, 2024, ISBN 978-3-96123-092-1.
- Rainer M. Schröder: Das Geheimnis der weißen Mönche. Arena, 2002, ISBN 3-401-02150-8 (ein Roman, der im frühneuzeitlichen Himmerod spielt).
- Rainer M. Schröder: Tage der Finsternis. Arena, Würzburg 2009, ISBN 978-3-401-06204-4 (ein Mysterythriller, der im frühneuzeitlichen Himmerod spielt).
- Martina Kroll: Suchen und Finden – Eine Bärengeschichte nicht nur für Kinder. Himmerod 7 Verlag, Großlittgen 2010, ISBN 978-3-9814117-0-6 (Eine Bärengeschichte für Kinder bis 100 Jahre – spielt in Himmerod).
- Martina Kroll: Laura und Anton. Himmerod 7 Verlag, Himmerod 2013, ISBN 978-3-9814117-3-7 („Die Fortsetzung von Suchen und Finden – Eine Bärengeschichte nicht nur für Kinder“).